# Stanley Clinton-Davis
Stanley Clinton-Davis, baron Clinton-Davis, né Stanley Clinton Davis le 6 décembre 1928 à Londres et mort le 11 juin 2023, est un homme politique et avocat britannique.  
Membre du Parti travailliste, il est député de Hackney Central de 1970 à 1983 et est ministre dans les gouvernements travaillistes des premiers ministres Harold Wilson, James Callaghan et Tony Blair. Il est commissaire européen à la Commission Delors (1985-1989). En 1990, il devient pair à vie en tant que baron Clinton-Davis, de Hackney dans le quartier londonien de Hackney, siégeant sur les bancs travaillistes de la Chambre des lords jusqu'à sa retraite en 2018. 

## Biographie

### Jeunesse
Stanley Clinton-Davis est né à Hackney le 6 décembre 1928, le seul enfant de parents juifs, Sidney et Lilly Davis. Il fait ses études à la Hackney Downs School, à la Mercers' School et au King's College de Londres, où il obtient son diplôme de droit en 1950. Il est admis comme avocat en 1953.
Davis s'intéresse à la politique dès son plus jeune âge. Il rejoint le Parti travailliste à l'âge de 15 ans et forme la Labour Society au King's College de Londres. Il est membre du conseil exécutif de la National Association of Labour Student Organizations (1948-1950). En 1959, Davis est élu conseiller du London Borough of Hackney. Il est conseiller municipal jusqu'en 1971 et est président des services sociaux. Il est maire de Hackney de 1968 à 1969.

### Chambre des communes
Stanley Clinton-Davis se présente comme candidat parlementaire pour la circonscription tenue par les conservateurs de Portsmouth Langstone aux élections générales de 1955. Il se présente ensuite dans la circonscription marginale de Yarmouth aux élections générales de 1959 et 1964 à trois reprises, il échoue. Davis est élu à la Chambre des communes lors des élections générales de 1970 comme député de Hackney Central. Il est député de la circonscription jusqu'en 1983, date à laquelle la circonscription est redécoupée.
Le premier poste ministériel de Davis, qu'il occupe de 1974 à 1979, est celui de sous-secrétaire d'État parlementaire aux entreprises, à l'aviation et à la navigation dans les gouvernements des premiers ministres Harold Wilson et James Callaghan. Après la victoire du Parti conservateur aux élections générales de 1979, Davis reste sur le banc avant travailliste en tant que porte-parole de l'opposition sur le commerce, les prix et la protection des consommateurs (1979-1981) et les Affaires étrangères (1981-1983).

### Commission européenne
En 1985, Stanley Clinton-Davis est nommé commissaire européen aux côtés de Francis Cockfield à la Commission Delors. Il est commissaire européen aux transports, à l'environnement et à la sûreté nucléaire jusqu'en 1989. En 1990, Clinton-Davis reçoit l'Ordre Grand-Croix du roi Léopold II de Belgique pour services rendus à la Communauté européenne. Clinton-Davis est membre de la délégation du Royaume-Uni à l'Assemblée parlementaire du Conseil de l'Europe et de l'Union de l'Europe occidentale (1999-2001).

### Chambre des lords
Clinton-Davis est nommé à la Chambre des lords en tant que pair à vie le 8 mai 1990, prenant le titre de baron Clinton-Davis, de Hackney dans le Borough londonien de Hackney. Il est porte-parole de l'opposition pour les transports (1990-97) porte-parole de soutien pour le commerce et l'industrie (1990-96) et les affaires étrangères (1990-97).
À la suite de la victoire travailliste aux élections générales de 1997, le Premier ministre Tony Blair décide d'utiliser l'expérience d'une poignée d'anciens ministres travaillistes au début de son projet New Labour. Clinton-Davis est nommé ministre d'État au Commerce, au service du ministère du Commerce et de l'Industrie jusqu'en 1998.
Clinton-Davis est admis au Conseil privé en 1998. Il prend sa retraite de la Chambre des Lords le 10 janvier 2018.

### Autres fonctions et postes honorifiques
Clinton-Davis occupe plusieurs postes de direction, dont celui de président (1989-96) et plus tard président d'honneur (1996-97) du British Refugee Council. Clinton-Davis est président (1980-84, 1989-2001) et plus tard président d'honneur (2001) du Comité consultatif sur la protection de la mer (ACOPS). Il est vice-président de la Society of Labour Lawyers (à partir de 1991), vice-président du Chartered Institute of Environmental Health, membre honoraire du Conseil exécutif de la justice et président de l'Association des autorités municipales. Clinton-Davis est également président du Packaging Standards Council (1993-97).
De 1980 à 2011, Clinton-Davis est président de la British Airline Pilots Association (BALPA) et est maintenant président honoraire à vie. Il est également président de la UK Pilots Association (Marine). Clinton-Davis est membre (1989-1998) et plus tard président (1999-2004) du comité de sélection du prix Sasakawa pour l'environnement.sous les auspices du Programme des Nations Unies pour l'environnement (PNUE). Clinton-Davis est membre honoraire de l'Université polytechnique de Bucarest, membre du King's College de Londres et membre honoraire de l'Université Queen Mary de Londres.
Clinton-Davis est avocat en novembre 1953 et l'un des associés fondateurs de Clintons, devenant directeur de sa succursale de Hackney, Clinton Davis & Co. Il travaille aussi comme consultant en droit et affaires européennes pour SJ Berwin &amp; Co (1989-97, 1998 –2003) .
Clinton-Davis s'est exprimé à de nombreuses reprises au Parlement sur des questions affectant la communauté juive et Israël. Il est vice-président du Groupe parlementaire multipartite contre l'antisémitisme et soutient les amis travaillistes d'Israël. Il est membre exécutif de l'Institut des affaires juives (1993-97). Il est un ancien directeur de The Jewish Chronicle et un ancien membre du Conseil des députés des Juifs britanniques.

### Vie privée
En 1954, Stanley Clinton-Davis épouse Frances Jane Lucas ; ils ont un fils et trois filles.